# Sántha Mihály
 Sántha Mihály (Bussa, Nógrád megye, 1824. október 24. – Nógrádmegyer, 1887. november 24.) római katolikus plébános.

## Élete
Sántha Antal és Kiss Teréz, szegény földműves szülők fia. A gimnáziumot Gyöngyösön és Vácon, a teológiát 1845-től a Nagyszombati Egyetemen végezte. 1849. augusztus 12-én felszentelték. Káplán volt Ipolyságon és Varbón; plébános Óvárott (Nógrád megye) 1852. október 10-től. Innét 1868. augusztus 16-án Megyerre (Nógrád megye) helyezték át, ott is hunyt el.

## Írásai
Cikkeinek száma a lapokban és folyóiratokban 1847 és 1887 között 800-nál is többre tehető; 1869-ig írt dolgozatainak kéziratát az esztergomi főegyházmegyei könyvtárban őrzik. Cikkei közül nevezetesebbek: a Honderűben (1848. várleírások prózában és versben); a Családi Lapokban (1856. Életképek, 1857. Egy franczia hölgy, jellemrajz, Egy nap életemből, 1858. A kath. nőélet fönségéről, korjelek); a Katholikus Néplapban (1857. Ipolyparti buborékok, 1859. Nincs nagyobb átok a rossz nevelésnél, 1868. Jeszeniczei b. Jankovics Vincze); a Tanodai Lapokban (1857. Vidéki tört. hangok, Néhány szó Kellner műveiről, Néhány szó a tanítók és jegyzők közti viszonyról, Népiskolai tanórák, A magyar nyelvtanításról, 1858. A nyári iskolák akadályai, Mérgek mérge, Az énektanításról); a Religióban (1858. A népmesék ügyében, 1859. Az ünnepek és a szentelt víz a kath. egyházban, 1861. Hitfogalmaink összeütközése, 1864. Az óvári templom, 1865. A kath. öntudat, 1882. Munkácsy Mihály és a vallási eszme); a Lonkay, Tanférfiak Évkönyvében (1860. Egy-két röpeszme a népmesék és népiratok ügyében); az Idők Tanujában (1861. 1., 11., 30., 36., 53. sz., Teendőink erkölcsi alapjához); az István bácsi Naptárában (1862. A becsületszó szentségéről); a Munkay, Az oltári áldozat cz. munkában (Bpest, 1880. Szabó József püspök élet- és jellemrajza); a Szépirodalmi Kertben (1886. 33. sz. Reminiscentiák 1848-1849-ből); a Pázmány-Füzetekben egyházi beszédei vannak; költeményei közül fölemlítendők: a Katholikus Néplapban (1855. Mária fohászok, 1864. Jesu dulcis memoria, 1865. Két kép az életből); a Magyar Államban (1877. 132. Mindszenthy Gedeon halálára, 1879. 10. Stabat mater preciosa); a Magyar Koronában (1880. 244. Őszi népdalok); a Havi Közlönyben (1880. Uti emlékek, Mária Magdolna, 1881. Aphorismák); a Kath. Néplapban (1882. Az orleánsi szűz); a Religióban (1886. Ipolyi Arnold, 1887. Hattyudal).

## Munkái
- Honfidal, a nagyszombati növendékpapság 1848-ki tavaszhó 13-án szabad ég alatt tartott közgyülésének emlékeül. Nagyszombat.
- Gyémánt-e vagy üveg? Stolz Albán után ford. Káldóczy. B.-Gyarmat, 1860.
- Deák Ferencz emlékezete. 1876. Gyászköltemény. Uo. 1878.
- Harmincz év után. Egyházi és hazafiui költemények. (A tiszai árvíz által tetemesen megrongált szegedi sz. Ferencz r. fejedelmi templom és kolostor javára.) Kiadja Karcsú Arzén. Vácz, 1878.
- Ujabb egyházi és hazafiui költemények. Balassa-Gyarmath, 1882.
- Loreton, vagyis szűz Mária názáreti háza Loretoban. Hely és év n.